# Avicid
Avicidy jsou obvykle chemické pesticidy určené k hubení ptáků.
Mezi užívané avicidy patří např. strychnin, 3-chloro-4-methylanilin hydrochlorid, 3-chloro-p-toluidin nebo 4-aminopyridin. Někdy je též užívána vysoká koncentrace parathionu smíchaná s naftou.